# Fritz Linnert
Fritz Linnert (* 28. Januar 1885 in Gunzenhausen; † 27. Oktober 1949 in Nürnberg) war Zahnarzt und deutscher Politiker der FDP.
Nach dem Studium der Zahnmedizin an der Julius-Maximilians-Universität Würzburg und der Universität Straßburg legte er 1905 das Staatsexamen ab. 1910 ließ er sich nach mehrjähriger Assistententätigkeit in Deutschland und der Schweiz in Nürnberg nieder.

## Weimarer Republik
Linnert, der ursprünglich aus Gunzenhausen stammte, war 1912 Mitbegründer des Landesverbands Bayerischer Zahnärzte, 1923 wurde er Erster Vorsitzender des Reichsverbands der Zahnärzte Deutschlands und später Präsident der Hygiene-Kommission der Internationalen Zahnärzteorganisation FDI World Dental Federation. 1931 bis 1933 war er Vorsitzender der Reichsvereinigung der Dentisten und ab 1931 der erste Präsident der Bayerischen Landeszahnärztekammer, ferner war er Mitglied der Deutschen Demokratischen Partei (DDP). 1933 wurde der überzeugte Demokrat aller Ämter enthoben.

## Nachkriegsdeutschland
Nach 1945 gehörte er mit dem ebenfalls aus Franken stammenden Thomas Dehler zu den Mitbegründern der FDP in Bayern. Seit 1946 war er Mitglied des Bayerischen Landtages, zuletzt als Fraktionsvorsitzender. Seit der Bundestagswahl 1949 gehörte er bis zu seinem Tode nur wenige Monate später dem Deutschen Bundestag an. Dort war er Vorsitzender des Ausschusses für Fragen des Gesundheitswesens. Nach dem Krieg wurde er erster Präsident der Bayerischen Landeszahnärztekammer, die sich ab 1946 rekonstituierte. Die am 15. Januar 1949 neu errichtete Kassenzahnärztliche Vereinigung Bayerns führte Fritz Linnert als (provisorischer) Vorsitzender.

## Ehrungen
Nach Linnert ist die am 18. November 1949 errichtete Dr. Fritz Linnert-Gedächtnis-Stiftung der Bayerischen Landeszahnärztekammer benannt, die in Not geratene bayerische Zahnärzte sowie deren Angehörige und Hinterbliebene unterstützt. Eine ringförmige Wohngebietsstraße in Langwasser trägt ebenso seinen Namen wie ein 137 km langer Fernwanderweg von Nürnberg nach Dinkelsbühl, letzterer als Erinnerung daran, dass Linnert auch Vorsitzender des Fränkischen Albvereins, eines Zusammenschlusses örtlicher Wandervereine, war.